# Алексеева, Наталья Александровна
Наталья Александровна Алексеева (Свинухова) (род. 20 мая 1972, Ленинград, СССР) — российская баскетболистка, выступавшая в амплуа форварда и центрового. Участник Олимпийских игр 1996, бронзовый медалист чемпионата Европы, чемпион СССР, неоднократный призёр чемпионата России.

## Биография
Наталья Свинухова воспитанница Санкт-Петербургского училища олимпийского резерва № 1 (ул. Гжатская, дом 4). Из воспоминай прославленного тренера Владимира Тржескал:

"Наташа Свинухова еще только-только стала подавать надежды, мы обратили на неё внимание, и вдруг её в какой-то день нет в школе. Звоню домой — никто не отвечает, звоню на работу её маме, мол, Галина Григорьевна, где Наташа? А она говорит: «Ой, вы знаете, она простояла на остановке трамвая, не дождалась и пришла ко мне на работу. Сейчас пойдем с ней в пирожковую». Я ей: «Галина Григорьевна, какая пирожковая, ей же тренироваться нужно!». Родители не верили, что из Натальи может получиться великая спортсменка. Но в неё верили тренеры! И когда через несколько лет Свинухова начала играть уже в команде мастеров, родители не пропускали ни одной игры.

В 1989 году получает приглашение в кадетскую сборную СССР на чемпионат Европы в Румынию, где команда занимает 3-е место. На следующий год, уже в юниорской сборной (девушки до 18 лет), становится победителем первенства Европы в Испании. Также в этом году в составе ленинградской «Электросилы» выигрывает чемпионат СССР.
В российской истории баскетбола начинает выступать за «Форс-Мажор». Особенно удачным годом для баскетболистки стал 1995: «серебро» российского первенства и дебют в составе сборной России на чемпионате Европы — 1995, где она завоевала бронзовые медали. В первом туре, против «хозяек» сборной Чехии, баскетболистка показала фантастическую игру, набрав 28 очков, в конечном итоге на том турнире Наталья была самая результативная в команде (13,1). В 1996 году Свинухова участник Олимпийских играх в Атланте, сыграла в 7 играх, набрала 37 очков.
В 1997 году баскетболистка приходит к Станиславу Гельчинскому играть за «Волну», где в сезоне 1999/2000 становится обладателем бронзовой медали России. Через год, из-за финансовой нестабильности, Наталья покидает «Волну» и в феврале 2002 года переходит в другой питерский клуб «Балтийскую Звезду». Отыграв пол-сезона, баскетболистка прекращает играть, чтобы через 3 года вернуться обратно.
Из воспоминаний Алексеевой:

Когда три года не играла, то ходила на большой теннис, и там себя тоже нашла. Потом по какой-то безумной случайности, когда привела ребенка на тренировку, встретила президента нашего питерского клуба, и он тогда мне сказал: «Наташа, ты в такой отличной форме, давай начинай снова тренироваться!».

5 февраля 2005 года Наталья вновь вышла на площадку. В матче против «Вологды-Чевакаты», за 19 минут, набрала 10 очков. Всего она провела в чемпионате 9 игр, при этом имела следующие показатели: 14,3 очка в среднем за матч, 10,1 подбора.
3 года баскетболистка выступала за питерские клубы, пока в 2008 году, видя то, что руководство «Спартака» стала делать ставку на «молодых», Алексеева решила окончательно закончить играть. Но… Шабтай Калманович пригласил её закончить карьеру в подмосковном «Спартаке». Впервые Наталья покидает Санкт-Петербург и начинает играть в другом городе. Травма спины не дала полноценно провести сезон, всего лишь 8 матчей (7 в чемпионате России и 1 в Евролиге) она отыграла за команду из Видного.
Восстановившись, Наталья снова берётся за мяч и проводит в 2010 году 16 игр в украинском первенстве за «Луганских ласточек». После чего завершает «игроцкую» карьеру в большом спорте.
В настоящий момент Алексеева играет в Северо-Западной любительской баскетбольной лиге за команду «Технолинк», является бронзовым призёром чемпионата мира среди ветеранов в Салониках. Выступая на мировом ветеранском форуме за команду «СЗЛБЛ» Наталья набрала больше всех очков (57).
Имеет двух сыновей.

## Достижения
- Бронзовый призёр чемпионата Европы: 1995
- Чемпион Европы среди юниоров: 1990
- Бронзовый призёр чемпионата Европы среди кадеток: 1989
- Чемпион СССР: 1990
- Серебряный призёр чемпионата России: 1995
- Бронзовый призёр чемпионата России: 2000
- Бронзовый призёр чемпионата мира среди ветеранов: 2013